# Opheodrys aestivus
Opheodrys aestivus, generalment coneguda com la serp verda aspra, és un colúbrid no verinós de Nord-amèrica. També és anomenada serp d'herba o serp d'herba verda, però aquests noms són més generalment aplicats a la serp verda llisa (Opheodrys vernalis). El colúbrid europeu anomenat serp d'herba (Natrix natrix) no està emparentat. La serp verda aspra és dòcil, sovint permetent l'aproximació propera dels éssers humans, i rarament fa mossegades. Fins i tot quan les mossegades ocorren tenen lloc sense la injecció de verí i, per tant, inofensives.

## Descripció
La serp verda aspra (Opheodrys aestivus) és d'un color verd brillant amb el ventre groguenc, cosa que li permet camuflar-se molt bé en la vegetació.

## Subespècies
- Serp verda aspra del nord, Opheodrys aestivus aestivus (Linnaeus, 1766)
- Serp verda aspra de Florida, Opheodrys aestivus carinatus Grobman, 1984